# Fregnano della Scala
Fregnano della Scala fou fill natural de Mastino II della Scala. Fou armat cavaller el 1345. Fou l'organitzador de la conjura que volia deposar Cangrande II della Scala de Verona, però que finalment va fracassar (febrer del 1354). Va tenir el suport del seu germà Joan della Scala (també executat).
Fregnano fou executat a Verona el 25 de febrer de 1354. Va tenir dos fills, Bartolomeo Michelle (premort el 1348) i Giacomo, i aquest fou pare d'Antoni Maria amb qui es va acabar la branca.